# لئوپولد فیگل
لئوپولد فیگل (انگلیسی: Leopold Figl؛ ۲ اکتبر ۱۹۰۲ – ۹ مه ۱۹۶۵) یک سیاست‌مدار اهل اتریش بود. وی عضو حزب خلق اتریش بود.